# Эскобар, Гэвин
Гэвин Луис Эскобар (англ. Gavin Louis Escobar; 3 февраля 1991, Нью-Йорк — 28 сентября 2022, Национальный лес Сан-Бернардино, Калифорния) — профессиональный американский футболист, тайт-энд. Известен по выступлениям за клуб НФЛ «Даллас Каубойс» и «Сан-Диего Флит» из ААФ. На студенческом уровне играл за команду университета штата Калифорния в Сан-Диего. На драфте НФЛ 2013 года был выбран во втором раунде.

## Биография

### Любительская карьера
Гэвин Эскобар родился 3 февраля 1991 года в Нью-Йорке. Школу он окончил в Калифорнии, в городе Ранчо-Санта-Маргарита. Во время учёбы играл в командах по футболу и баскетболу. После выпуска оценивался сайтом Rivals.com двумя звёздами по пятибалльной шкале. Единственным университетом, предложившим ему спортивную стипендию, был университет штата в Сан-Диего.
За университетскую команду Эскобар выступал на протяжении трёх сезонов, в каждом из которых включался в символическую сборную конференции Маунтин-Вест. При этом в первом для себя чемпионате, в 2010 году, он сыграл в стартовом составе только в шести матчах. Во время учёбы на первом курсе, годом ранее, ему был диагностирован рак яичка. Он перенёс две операции, после которых смог вернуться к тренировкам.

#### Статистика выступлений в NCAA
| Сезон | Команда                | Игры | Приём | Приём | Приём | Приём | Вынос | Вынос | Вынос | Вынос |
| Сезон | Команда                | Игры | Rec   | Yds   | Y/A   | TD    | Att   | Yds   | Y/A   | TD    |
| ----- | ---------------------- | ---- | ----- | ----- | ----- | ----- | ----- | ----- | ----- | ----- |
| 2010  | Сан-Диего Стейт Ацтекс | 13   | 29    | 323   | 11,1  | 4     | 0     | 0     | 0,0   | 0     |
| 2011  | Сан-Диего Стейт Ацтекс | 13   | 51    | 780   | 15,3  | 7     | 0     | 0     | 0,0   | 0     |
| 2012  | Сан-Диего Стейт Ацтекс | 13   | 42    | 543   | 12,9  | 6     | 2     | 7     | 3,5   | 0     |
| Всего | Всего                  | 39   | 122   | 1646  | 13,5  | 17    | 2     | 7     | 3,5   | 0     |

### Профессиональная карьера
Перед драфтом НФЛ 2013 года Эскобар рассматривался как один из лучших тайт-эндов, который должен быть выбран во втором или третьем раунде. Отмечалось, что он успешно может сыграть также на позиции принимающего, позволяя команде разнообразить пасовое нападение. Минусом игрока называли слабую игру в качестве блокирующего.
Во втором раунде драфта под общим 47-м номером он был выбран клубом «Даллас Каубойс». Менеджмент команды рассматривал его как перспективного игрока, способного со временем заменить в составе Джейсона Уиттена.
В составе «Каубойс» Эскобар выступал с 2013 по 2016 год. Он не смог выиграть борьбу за место в основном составе и оставался вторым тайт-эндом команды после ветерана Уиттена. За четыре сезона он сделал всего 30 приёмов мяча, набрав 333 ярда и занеся восемь тачдаунов. Осложнила его карьеру и травма ахилла, полученная в декабре 2015 года. Ещё одним фактором, повлиявшим на выступление Эскобара, стали отличия систем нападения «Далласа» и университетской команды, где он был освобождён от работы на блоках. После завершения сезона 2016 года он получил статус свободного агента и подписал однолетний контракт с «Канзас-Сити Чифс». В клубе его рассматривали как второго тайт-энда после Тревиса Келси, который восстанавливался после травмы плеча.
После предсезонных сборов, в начале сентября 2017 года «Чифс» отчислили Эскобара, который проиграл борьбу за место в составе Россу Тревису. В октябре он подписал соглашение с «Балтимор Рэйвенс», которые испытывали проблемы с нападением в ред-зон и потеряли из-за травм ветерана Бенджамина Уотсона и Макса Уильямса. В составе «Рэйвенс» Эскобар сыграл два матча и в ноябре был выставлен на драфт отказов, чтобы освободить место в составе для восстановившегося после травмы Дэнни Вудхеда.
В январе 2018 года Эскобар подписал фьючерсный контракт (соглашение, закрепляющее за клубом права на игрока, вступающее в силу в момент начала нового сезона) с клубом «Кливленд Браунс», но уже в апреле был отчислен. Через четыре дня, 16 апреля, он подписал контракт с «Майами Долфинс». Он провёл с клубом предсезонную подготовку, но не смог пробиться в основной состав и в сентябре переподписал соглашение как игрок резерва.
В январе 2019 года Эскобар подписал контракт с клубом ААФ «Сан-Диего Флит».

#### Статистика выступлений в НФЛ

##### Регулярный чемпионат
| Сезон | Команда          | Игры | Приём | Приём | Приём | Приём | Вынос | Вынос | Вынос | Вынос |
| Сезон | Команда          | Игры | Rec   | Yds   | Y/A   | TD    | Att   | Yds   | Y/A   | TD    |
| ----- | ---------------- | ---- | ----- | ----- | ----- | ----- | ----- | ----- | ----- | ----- |
| 2013  | Даллас Ковбойз   | 16   | 9     | 134   | 14,9  | 2     | 0     | 0     | 0,0   | 0     |
| 2014  | Даллас Ковбойз   | 16   | 9     | 105   | 11,7  | 4     | 0     | 0     | 0,0   | 0     |
| 2015  | Даллас Ковбойз   | 14   | 8     | 64    | 8,0   | 1     | 0     | 0     | 0,0   | 0     |
| 2016  | Даллас Ковбойз   | 16   | 4     | 30    | 7,5   | 1     | 0     | 0     | 0,0   | 0     |
| 2017  | Балтимор Рэйвенс | 2    | 0     | 0     | 0,0   | 0     | 0     | 0     | 0,0   | 0     |
| Всего | Всего            | 64   | 30    | 333   | 11,1  | 8     | 0     | 0     | 0,0   | 0     |

##### Плей-офф
| Сезон | Команда        | Игры | Приём | Приём | Приём | Приём | Вынос | Вынос | Вынос | Вынос |
| Сезон | Команда        | Игры | Rec   | Yds   | Y/A   | TD    | Att   | Yds   | Y/A   | TD    |
| ----- | -------------- | ---- | ----- | ----- | ----- | ----- | ----- | ----- | ----- | ----- |
| 2014  | Даллас Ковбойз | 2    | 0     | 0     | 0,0   | 0     | 0     | 0     | 0,0   | 0     |
| 2016  | Даллас Ковбойз | 1    | 0     | 0     | 0,0   | 0     | 0     | 0     | 0,0   | 0     |
| Всего | Всего          | 3    | 0     | 0     | 0,0   | 0     | 0     | 0     | 0,0   | 0     |

#### Статистика выступлений в ААФ

##### Регулярный чемпионат
| Сезон | Команда        | Игры | Приём | Приём | Приём | Приём | Вынос | Вынос | Вынос | Вынос |
| Сезон | Команда        | Игры | Rec   | Yds   | Y/A   | TD    | Att   | Yds   | Y/A   | TD    |
| ----- | -------------- | ---- | ----- | ----- | ----- | ----- | ----- | ----- | ----- | ----- |
| 2019  | Сан-Диего Флит | 8    | 14    | 142   | 10,1  | 0     | 0     | 0     | 0,0   | 0     |
| Всего | Всего          | 8    | 14    | 142   | 10,1  | 0     | 0     | 0     | 0,0   | 0     |

## После завершения карьеры
В феврале 2022 года Эскобар устроился пожарным в Лонг-Биче. Он погиб 28 сентября 2022 года во время занятий скалолазанием в горах Сан-Джасинто на территории Национального леса Сан-Бернардино.